# Putte
Putte è un comune belga di 15 813 abitanti nelle Fiandre (Provincia di Anversa).

## Suddivisioni
Il comune è costituito dai seguenti distretti:
- Putte
- Beerzel